# کروج (سرده)
کروج، دانه باز ، دولوک (نام علمی: Uapaca) نام یک سرده از راسته مالپیگی‌سانان است.